# Action Française
Action Française é um movimento contrarrevolucionário monarquista e orleanista francês fundado em 1898 por Maurice Pujo e Henri Vaugeois, e cujo principal ideólogo foi Charles Maurras.
Surgiu durante o Caso Dreyfus, em parte como reação à revitalização da extrema-esquerda que se materializou em defesa do capitão do exército, celebremente iniciada pelo J'accuse de Emile Zola. Originalmente uma organização nacionalista que atraiu figuras como Maurice Barrès, tornou-se monárquico sob a influência de Charles Maurras, que seguia os passos do teórico contrarrevolucionário Joseph de Maistre. 
Até sua dissolução ao fim da Segunda Guerra Mundial, a Action Française foi uma defensora de destaque do integralismo de inspiração  tradicionalista.